# Buhler (Kansas)
Buhler è un comune degli Stati Uniti d'America, situato nello Stato del Kansas, nella Contea di Reno.